# 岡内英夫
岡内 英夫（おかうち ひでお、1908年11月19日 - 2004年4月21日）は、日本の経営者。資生堂社長、会長を務めた。

## 来歴・人物
香川県綾歌郡国分寺町出身。1929年に高松高等商業学校を卒業し、同年8月に資生堂に入社した。1947年に取締役に就任し、1960年12月に常務、1966年に専務を経て、1967年1月に社長に就任した。1975年1月に会長に就任し、1978年2月から相談役を務めた。
1973年4月に藍綬褒章を受章し、1979年11月に勲二等瑞宝章を受章した。
2004年4月21日、肺炎のために死去。95歳没。